# Jászberényi FC
A Jászberényi Futball Club, egy 2012-ben alapított magyar labdarúgóklub. Székhelye (nevéből is adódóan) Jászberényben található.

## Névváltozások
- 2012–2014 Nagyiváni Községi és Jászberényi Sportegyesület és Futball Club
- 2014– Jászberényi Futball Club

## Sikerek
Jász-Nagykun-Szolnok megyei I. osztály

Bajnok2013-14